# Calameuta pallipes
Espèce
Calameuta pallipes est une petite espèce d'insectes de l'ordre des hyménoptères, de la famille des Cephidae.